# Hipótesis de la señal
La hipótesis de la señal relata los mecanismos como el transporte biológico de las proteínas en las células a los orgánulos apropiados por inserción en las membranas o segregadas fuera de la célula. Las proteínas recién sintetizadas están dotadas de una señal intrínseca que debe ser descifrada en los lugares de destino. Günter Blobel sugirió, en 1975, que esa señal determina su capacidad para dirigirse hacia la membrana del retículo endoplásmico y atravesarla, y a esta teoría la llamó hipótesis de la señal.
La señal consiste en un péptido hidrofóbico, el péptido señal, constituido por unos 20 aminoácidos en orden particular, que son los primeros que aparecen cuando se está sintetizando la cadena polipeptídica. Este péptido parece que señala a la célula que la proteína a la cual está unido debe ser transportada, pues cuando el péptido se une a una proteína citoplasmática esto provoca que la proteína sea secretada. Parece ser que la hidrofobicidad del péptido señal es uno de los factores más importantes para que se produzca el transporte de la proteína. Los principios moleculares descritos por Blobel que constituyen la base de este proceso son universales.
- Datos: Q658882